# 타폰
풀잉어 또는 타폰(Tarpon)은  대형 바닷물고기이다. 잉어와는 가깝지 않다. 힘이 세며 바늘털이를 시도하는 고급 어종이다. 풀잉어과(Megalopidae)의 유일속인 풀잉어속(Megalops)에 속한다. 2종을 포함하고 있다.

## 분류
- 풀잉어과 (Megalopidae)
  - 타폰 또는 풀잉어속 (Megalops) - 2종
    - 대서양타폰 (Megalops atlanticus) Valenciennes, 1847
    - 풀잉어 (Megalops cyprinoides) (Broussonet, 1782)